# Tropideres albirostris
Tropideres albirostris é uma espécie de insetos coleópteros polífagos pertencente à família Anthribidae.
A autoridade científica da espécie é Schaller, tendo sido descrita no ano de 1783.
Trata-se de uma espécie presente no território português.